# St Anne’s Chapel (Coventry)

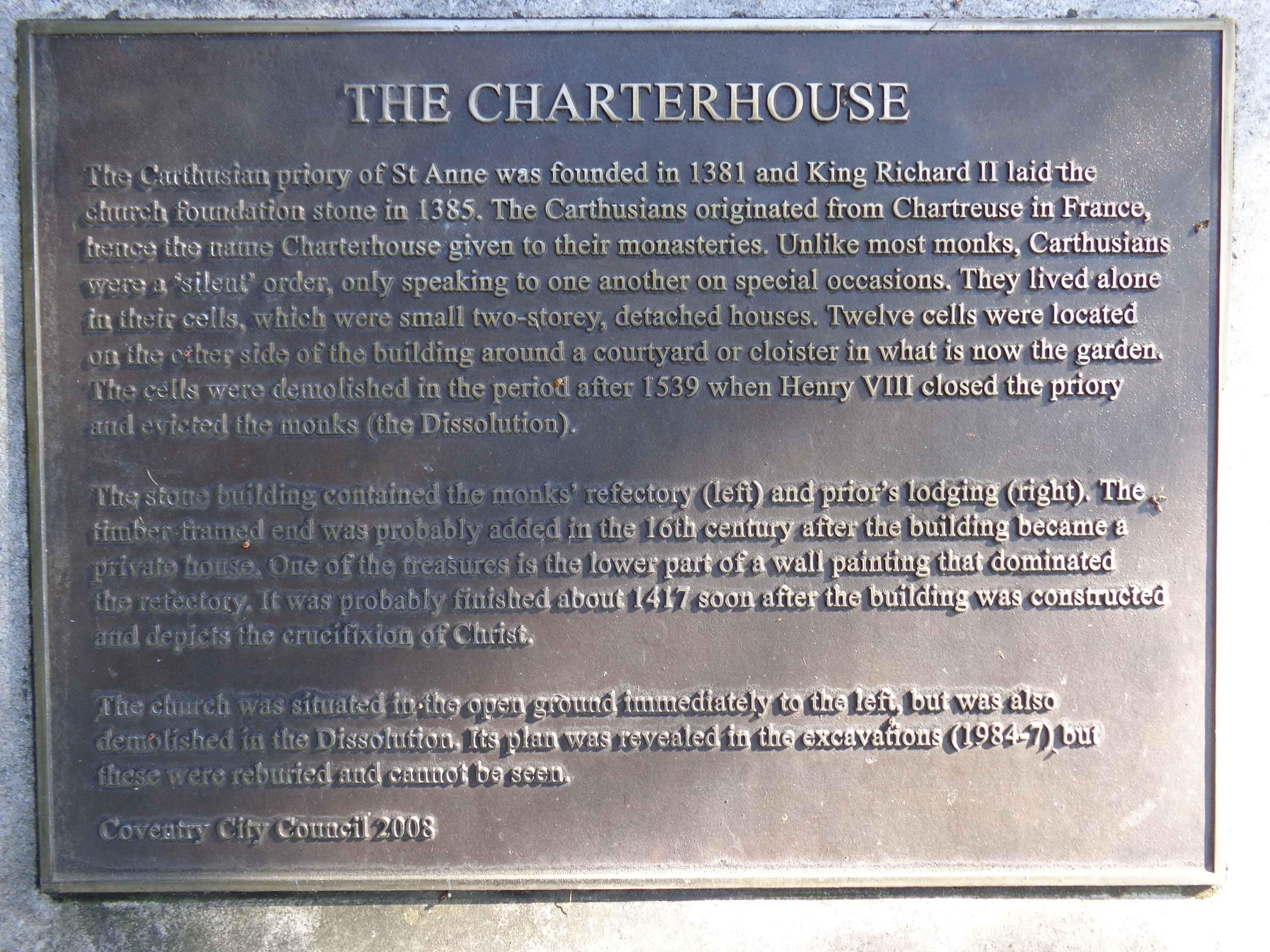
Informationstafel am Charterhouse

St Anne’s Chapel war eine Kirche in Coventry, England, die abgegangen ist. Heute erinnert noch der Ortsname St Anne’s Grove bei dem Charterhouse an die Kapelle, sowie der Name der katholischen Schule St Anne’s Catholic Primary School, in etwa 2 km Entfernung.
Die Kirche der Heiligen Anna entstand in einer Zeit, in der die Verehrung dieser Heiligen eine große Verbreitung fand. Sie gehörte der Trinity Guild und wurde später an das Charterhouse verpachtet. 1393 wurde sie als Kapelle beschrieben, die komplett von Wasser umgeben war. 1546 wurde die Kapelle konfisziert (als das Trinity College gegründet wurde). 1733 bestand an der Stelle noch eine Färberei (Dyehouse), die aber bereits 1820 verschwunden war.

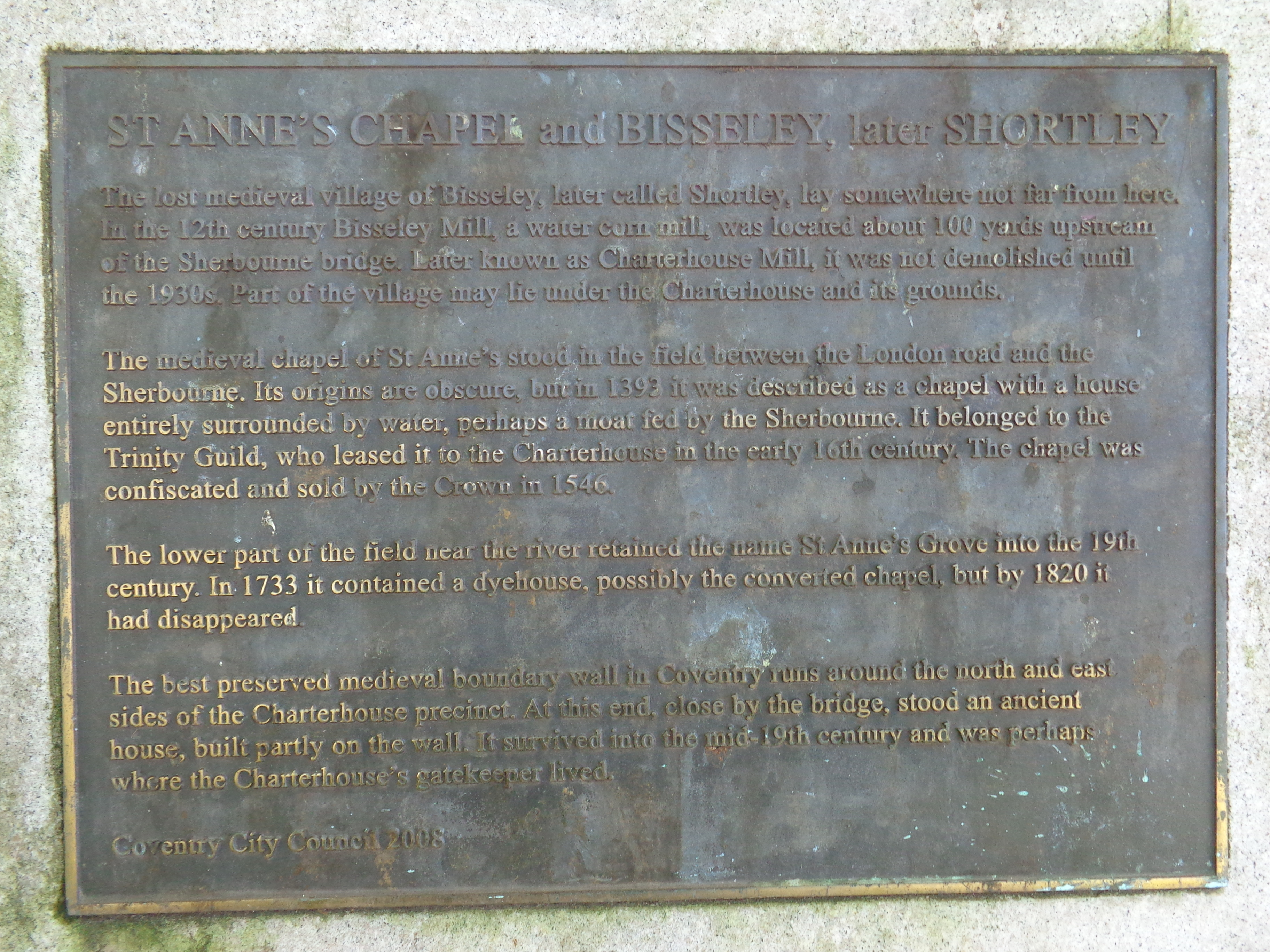
Gedenktafel

1984–1987 wurden Ausgrabungen vorgenommen, die die Grundrisse der Kirche bestätigten.